# 蜂飼耳
蜂飼 耳（はちかい みみ、女性、1974年6月3日 - ）は、日本の詩人、エッセイスト、小説家。立教大学文学部教授。神奈川県出身、座間市在住。早稲田大学大学院文学研究科修士課程修了（上代文学専攻）。2009年度～2011年度、早稲田大学教育学部非常勤講師。2012年度～2014年度、早稲田大学文学学術院教授（任期付）。2017年度、法政大学文学研究科特任教授。2018年度～2019年度、國學院大學文学部非常勤講師。2020年より立教大学文学部教授。
第1詩集『いまにもうるおっていく陣地』（1999年）で注目される。丁寧に選ぶ言葉で透明感のある詩世界を構築。作品に詩集『食うものは食われる夜』（2005年）、『顔をあらう水』（2016年）、小説『紅水晶』（2007年）など。

## 受賞歴
- 2000年、詩集『いまにもうるおっていく陣地』で第5回中原中也賞受賞[1]。
- 2006年、詩集『食うものは食われる夜』で第56回芸術選奨新人賞受賞[1]、神奈川文化賞未来賞受賞。
- 2008年、小説『紅水晶』で第30回野間文芸新人賞候補[4]。
- 2012年、絵本『うきわねこ』で第4回MOE絵本屋さん大賞第2位[5]、第59回産経児童出版文化賞ニッポン放送賞受賞[5]。
- 2016年、詩集『顔をあらう水』で第7回鮎川信夫賞受賞[6]。

## 作品リスト

### 詩集
- 『いまにもうるおっていく陣地』（1999年、紫陽社）
- 『食うものは食われる夜』（2005年、思潮社）
- 『隠す葉』（2007年、思潮社）
- 『現代詩文庫 蜂飼耳詩集』（2013年、思潮社）
- 『顔をあらう水』（2015年、思潮社）

### エッセイ
- 『孔雀の羽の目がみてる』（2004年、白水社）
- 『空を引き寄せる石』（2007年、白水社）
- 『空席日誌』（2013年、毎日新聞社）
- 『おいしそうな草』（2014年、岩波書店）
- 鴨長明 『方丈記』光文社古典新訳文庫、2018年
- 『朝毎読』 （2018年、青土社。書評集）

### 絵本
- 『ひとり暮らしののぞみさん』（絵：大野八生、2003年、径書房）
- 『エスカルゴの夜明け』（絵：宇野亜喜良、2006年、アートン）
- 『サロメ』（絵：宇野亜喜良、2008年、エクリ）
- 『うきわねこ』（絵：牧野千穂、2011年、ブロンズ新社）

### 翻訳絵本
- 『すずめの空』（2006年、ブルースインターアクションズ）
  - モハンマド・ホセイン・モハンマディとモハンマド・マフディ・タバータバーイーによる原作を愛甲恵子と共訳
- 『おやゆびひめ』（2007年、偕成社）
  - ハンス・クリスチャン・アンデルセンの原作を翻訳、絵は北見葉胡
- 『イソップえほん』シリーズ（岩崎書店）
  - 『オオカミがきた』（2009年、ささめやゆき絵）
  - 『いなかのネズミとまちのネズミ』（2009年、今井彩乃絵）
  - 『ライオンとネズミ』（2009年、西村敏雄絵）
  - 『ウサギとカメ』（2010年、たしろちさと絵）
  - 『きたかぜとたいよう』（2011年、山福朱実絵）

### 小説

#### 単行本
- 『紅水晶』（2007年、講談社）
  - 崖のにおい（『群像』2006年5月号）
  - こぼれ落ちる猿の声（『文學界』2006年12月号）
  - くらげの庭（『群像』2007年1月号）
  - 紅水晶（『群像』2007年6月号）
  - 六角形（『新潮』2007年10月号）
- 『転身』（2008年、集英社）
  - 初出: 『すばる』2007年12月号

#### 単行本未収録作品
- 繭の遊戯（『野性時代』2005年8月号）

#### 作品が収録されたアンソロジー
- 極上掌篇小説 （2006年、角川書店）
  - 「繭の遊戯」を収録
- 作家の手紙 （2007年、角川書店）
  - 「人間でないことがばれて出て行く女の置き手紙」を収録
- 教えたくなる名短篇 （2014年、筑摩書房）
  - 「人間でないことがばれて出て行く女の置き手紙」を収録

## 出演番組
- 視点・論点「子どもの詩を読む」（NHK教育、2006年12月21日）
- 視点・論点「空を引き寄せる石」（NHK教育、2007年4月4日）
- 視点・論点「『楢山節考』のこと」（NHK教育、2007年9月19日）
- 視点・論点「初午に思う」（NHK教育、2008年2月22日）
- 視点・論点「師走をめぐる言葉」（NHK教育、2008年12月5日）
- 視点・論点「夏の読書」（NHK教育、2009年8月25日）
- 視点・論点「詩の町・花蓮」（NHK教育、2010年7月14日）